# Sironj
|  | Per a altres significats, vegeu «Districte de Sironj». |

Sironj és una ciutat i municipalitat del districte de Vidisha a Madhya Pradesh, situada a 24° 06′ N, 77° 42′ E / 24.1°N,77.7°E. La població el 1901 era de 10.417 habitants i consta al cens del 2001 amb 42.100 habitants. Al segle xi la zona fou ocupada pels rajputs sengars procedents de Malwa, dirigits per Jai Singh Siddh-raj d'Anhilvada. Al segle xvi els seus descendents es van oposar a l'avanç de Sher Shah que va devastar el territori i va establir els seus quarters a la ciutat principal, que per ell va agafar el nom de Sherganj, que es va corrompre amb el temps a Sironj. Sota Akbar el Gran fou un mahal del sarkar de Chanderi de la suba de Malwa, i fou concedit en jagir a l'emperador Gharib Das, senyor khichi chauhan de Raghugarh. Del 1736 al 1754 fou dominada pel peshwa Baji Rao i a la darrera data va passar als Holkar; el 1798 Jaswant I Rao Holkar la va cedir a Amir Khan Pindari, i la concessió fou finalment confirmada pels britànics per tractat de finals de 1817 que van reconèixer a Amir Khan com nawab de Tonk. La ciutat fou capital d'una pargana que formava un districte administratiu de l'estat de Tonk, i depenia a efectes administratius de l'agència de Bhopal, ja que estava situada fora del Rajasthan (on estava bona part de la resta de l'estat de Tonk). Ocupava 1888 km² i la població el 1901 era de 68.539 habitants. El 1949 va quedar com un districte de Rajasthan rodejat per totes parts per Madhya Pradesh però el 1956 fou traspassat a Madhya Pradesh però va esdevenir una subdivisió del districte de Vidisha.